# Dariusz Nogaj
Dariusz Nogaj (ur. 3 listopada 1967 w Pobiedziskach) – polski motorowodniak, od 2004 roku reprezentujący barwy ŻTMS Baszta Żnin.
Sportową karierę rozpoczął w 1985 roku w LOK Poznań. Startował w klasach N-350, S-350, SN-350, O-350 i T-550. Wielokrotnie zdobywał medale mistrzostw Polski, w tym również tytuły mistrzowskie. Jego największym sukcesem jest wicemistrzostwo Europy w klasie T-550 zdobyte w 2005 roku w Żninie.

Obecnie startuje w klasie OSY-400, w której w 2008 roku zdobył brązowy medal mistrzostw Polski.

Na co dzień prowadzi firmę betoniarską w Pobiedziskach. Jest ojcem Anety Nogaj, również motorowodniaczki.